# Höfn
Höfn í Hornafirði est une localité islandaise de la municipalité de Hornafjörður située sur une presqu'île dans un lagon sur le côte sud-est de l'île, dans la région de Suðurland. En 2011, la ville de Höfn comptait 1 641 habitants.
La ville, principal centre de service de la côte sud-est du pays, est principalement tournée vers la pêche, en particulier la pêche du homard.

## Géographie
Höfn (port en islandais) est un port de pêche situé sur une péninsule dans le sud-est de l'Islande et est donc entouré par la mer dans trois directions. Plusieurs petites îles se trouvent à proximité dont Mikley, Krókalátur et Hellir.
Höfn est un des seuls ports du sud de l'Islande et la navigation dans sa zone est ardue en raison des mouvements des bancs de sable. Le chenal d'entrée du port a une profondeur minimale de 6 à 7 mètres et l'entrée en elle-même de 7 à 8 mètres. Le port gèle pendant les hivers particulièrement rudes.
Höfn est situé sur la route 99, qui quitte la route 1 quelques kilomètres au nord de la ville. Le tunnel de l'Almannaskarð long de 1 300 mètres est ouvert en 2005 au nord de la ville.
Reykjavik, la capitale de l'Islande, est à 474 kilomètres de Höfn par la côte sud.

## Toponymie
Höfn (prononcer /hœpn/) signifie simplement port (c'est le mot germanique qui a donné havre en français).

## Économie

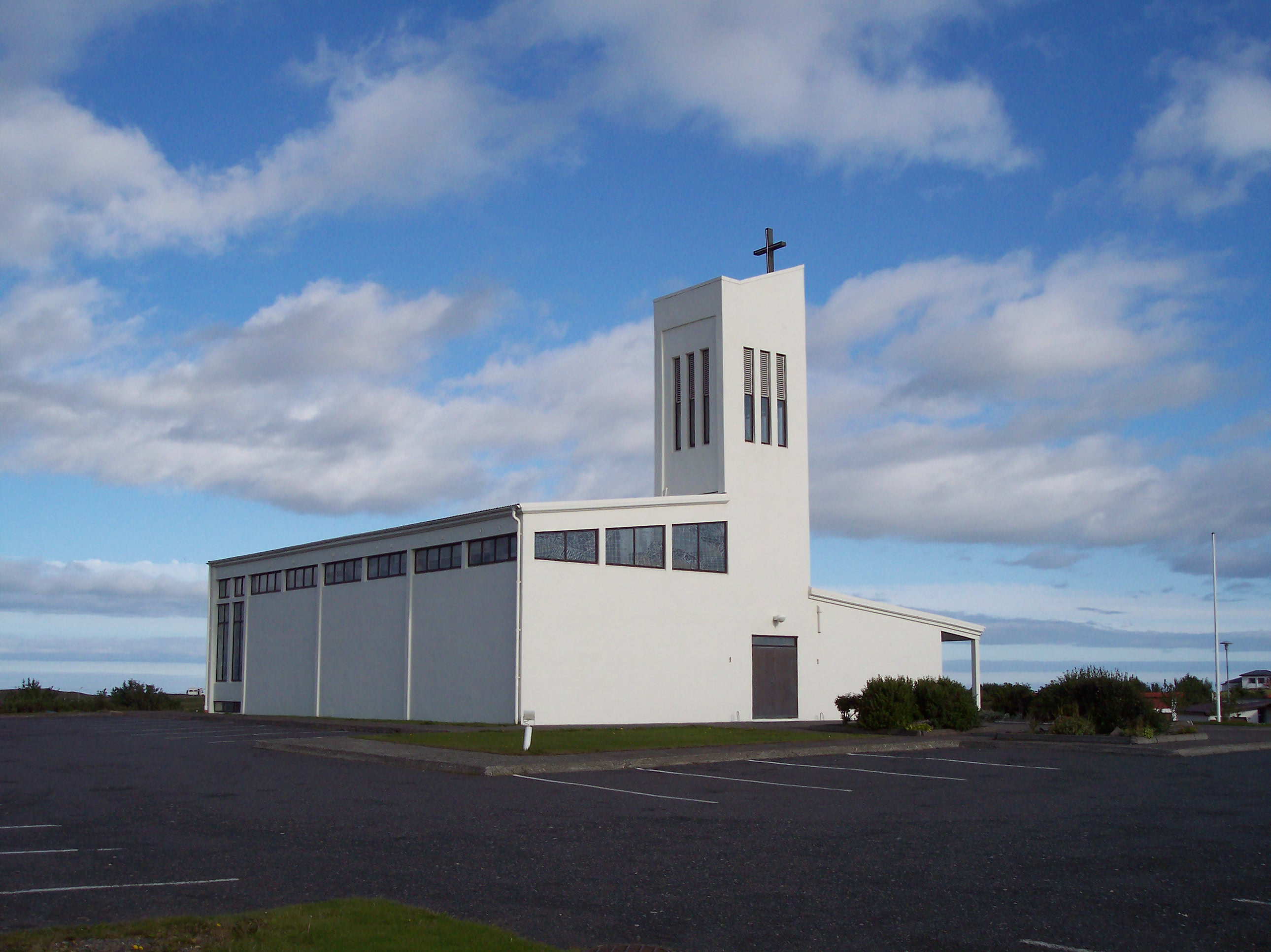
Hafnarkirkja, Höfn.

Les activités économiques principales sont la pêche et le tourisme. Le secteur de la pêche inclut aussi bien par la pêche en mer que la production industrielle : Skinney-Þinganes est une des principales usines de traitement du poisson de la partie orientale du pays. La production principale de ces usines est le poisson salé et sêché et le homard.
La région de Höfn a servi de décor à plusieurs films dont les James Bond Dangereusement vôtre et Meurs un autre jour, Tomb Raider et Batman Begins.

## Patrimoine naturel et architectural

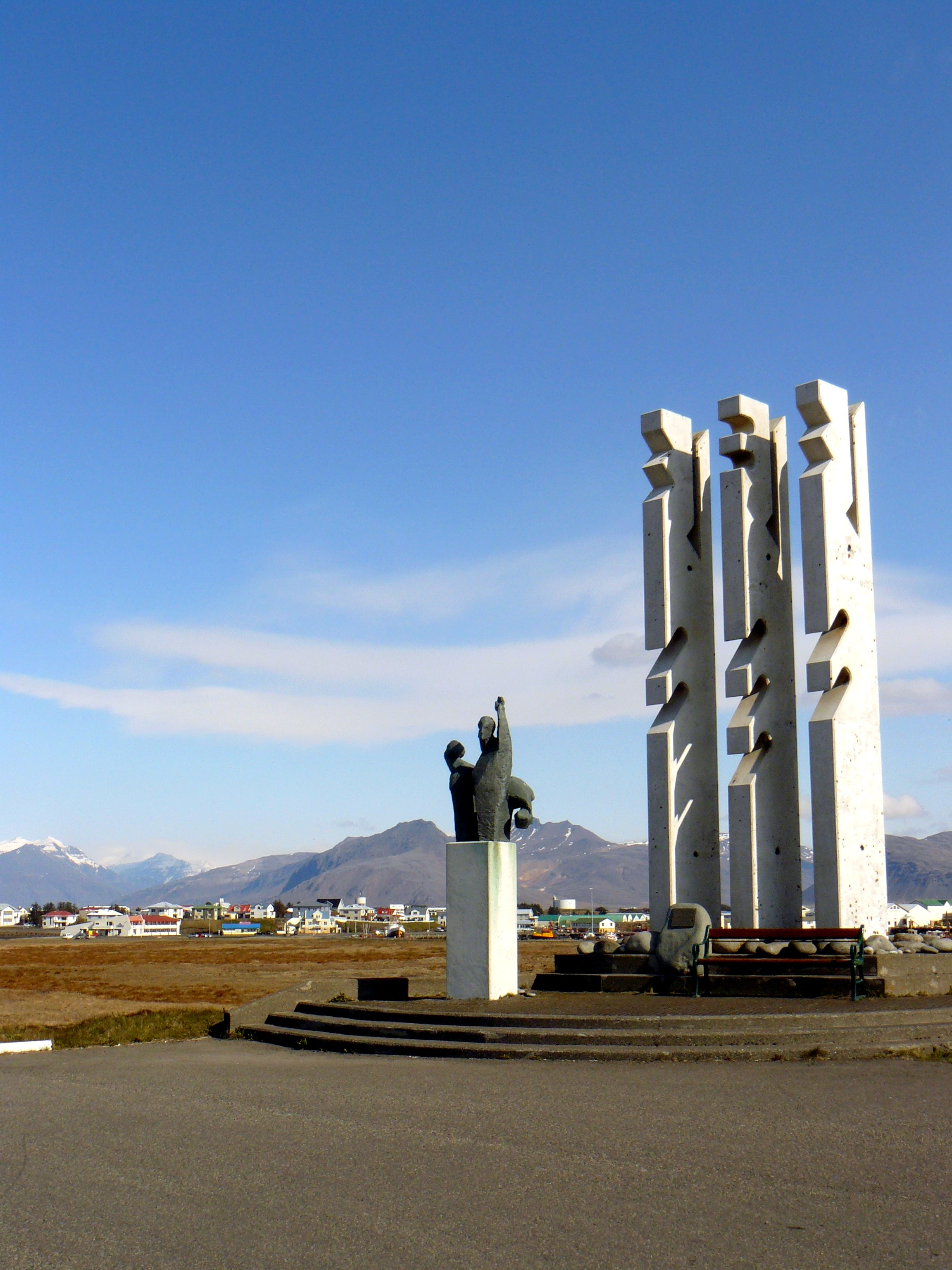
Monument aux Marins et aux Pêcheurs.